# Steve Woolgar
Steve Woolgar (1950) es un sociólogo de la ciencia británico.

## Carrera
En la actualidad ocupa la Cátedra de Marketing en el Green College de la Saïd Business School de la Universidad de Oxford de Inglaterra. También es director del Programa Virtual Society Programme, y miembro de la dirección del Centre e-Science de Oxford y del Instituto de Internet de Oxford. 
Antes de trasladarse a Oxford en el 2000, Steve Woolgar fue profesor de Sociología, Director del Departamento de Ciencias Humanas y Director del CRICT (Centro de Investigación en Innovaciones, Cultura y Tecnología) en la Universidad de Brunel. Steve Woolgar cursó sus estudios y el doctorado en Filosofía en el Emmanuel College de la Universidad de Cambridge.
Ha dado soporte a multitud de convenciones y encuentros de sociología como el Sociology'79-81 en la McGill University, el Program in Science Technology and Society'83-84 en la MIT, el Centro de Sociología de la Innovación '88-89 en la Escuela de Minas de París y la Sociology '95-96 en la UC San Diego. 
Se benefició de las becas Fulbright, Fulbright Senior y fue el ganador del ESRC Senior Research Fellowship, del cual fue director del programa “Virtual Society? - the social science of electronic technologies” desde 1997 hasta el 2002 con veintidós proyectos de investigación en todo el Reino Unido.
Sus publicaciones se basan en estudios sociales de la ciencia y la tecnología, en los problemas sociales y la teoría social, y se han traducido al neerlandés, francés, japonés, portugués, español y turco. Ha trabajado conjuntamente con Bruno Latour con el que ha escrito La vida en el laboratorio: la construcción de hechos científicos (1979).
Ha colaborado con el EC (VALUE) Think Tank, encargándose del diseño de estrategias por “Interacciones entre Investigación y sociedad”, en dos paneles, o grupo de expertos, de los objetivos del gobierno británico, concretamente al ITEC (Information Technology, Electronics and Communications; and Leisure and Learning) como consejero de la oficina del equipo del consejo "Better Government"; a la iniciativa POST “Electronic Government”; y a diversas comisiones de expertos del programa ESRC; y como miembro del panel de sociología HEFCE RAE  desde 1996 hasta el 2001. Perteneció al Consejo de Investigación de Noruega, Holanda y Dinamarca. Actualmente participa en dos equipos del consejo ministerial de E-Commerce, junto al miembro parlamentario Patricia Hewitt; y de Información al Consumidor; con el miembro del parlamento Dr Kim Howells; como miembro del Concilio de la Asociación de Consumidores.

## Áreas de investigación y propuestas
Steve Woolgar centra sus investigaciones en estudios sociales de ciencia y tecnología, las implicaciones sociales de las tecnologías electrónicas, les tecnologías de representación y evidencia visual, relaciones de autoridad y responsabilidad, tecnologías mundaneas; y teoría social. Sus enfoques han propuesto una mirada crítica en el seno de los estudios CTS  Estudios de Ciencia, tecnología y sociedad

### Gobierno mundano
La investigación de Steve sobre gobierno mundano mira a las formas en que los objetos y las tecnologías ordinarias participan cada vez más en el control y la regulación de la conducta individual. 

### Neuromarketing
El trabajo de neuromarketing  de Steve examina esta relativamente nueva forma de estudiar desde una perspectiva etnográfica para determinar cómo los vendedores están utilizando la investigación y si este está admitido en la praxis de la industria. Steve y su equipo también están trabajando con socios de investigación en Holanda, Francia y Alemania para descubrir el impacto de las neurociencias sobre las ciencias sociales y humanas.

### Clasificación basada en la web y esquemas de ranking
Steve y su equipo de investigación están estudiando calificación basado en la web y el ranking generando esquemas para comprender el impacto de estos sistemas en un mundo donde aparentemente todos los aspectos de la vida puede ser  objeto de clasificación o ser evaluados.

### Abriendo la Caja Negra, obra de referencia
En su texto Abriendo la Caja Negra es donde se plasma una revisión crítica de la ciencia y por tanto de sus métodos.  En su planteamiento de los estudios de ciencia, tecnología y sociedad (CTS), en este enfoque de  tradición europea, este libro reflexiona sobre la naturaleza de la actividad  científica  proponiendo  un  estudio  sociológico  de  la  misma.  Se  combinan  los  planteamientos  teóricos  de  este modo de acercarse a la ciencia con el análisis de ejemplos más concretos.

### Las 5 reglas de la virtualidad
En relación con los nuevos medios de comunicación, Woolgar (2002) ha propuesto "cinco reglas de la virtualidad '" que se extrae de una investigación en profundidad en el Reino Unido, esta proposición viene de su artículo Five Rules of virtuality
1. La aceptación y utilización de las nuevas tecnologías depende de forma crucial del contexto social local.Tanto la absorción y utilización de los nuevos medios son críticamente dependientes de los contextos no relacionados con TIC en que las personas se sitúan (sexo, edad, empleo, ingresos, educación, nacionalidad).
2. Los miedos y riesgos asociados con las nuevas tecnologías están distribuidos socialmente de forma desigual. Temores y riesgos asociados con los nuevos medios están desigualmente distribuidos socialmente, sobre todo en relación con la seguridad y la vigilancia.
3. Las tecnologías virtuales son un complemento y no un sustituto de la actividad real. CMC o mediada por interacciones 'virtuales' complementan en lugar de sustituirse a las "reales".
4. Cuanto más virtual, más real La introducción de una mayor capacidad de interacción "virtual" actúa como un estímulo para el contacto cara a cara o la interacción "real".
5. Cuanto más global, más local.La capacidad de comunicación "virtual" para promover la globalización anima, tal vez paradójicamente, a las nuevas formas de "localismo" y la incrustación, en lugar de la trascendencia, de identidades basadas en un sentido de lugar, la creencia, la experiencia o práctica.

## Obra
- La Vie de laboratoire : la Production des faits scientifiques escrito con Bruno Latour y editado por Sage en 1979 y por Princeton en 1986, editado en España por Alianza editorial en 1995 con el título La vida en el laboratorio: La construcción de los hechos científicos.
- Science: the Very Idea editado por Routledge en 1988, y en España por Anthropos en 1991 como  Ciencia: Abriendo la caja negra
- Knowledge and Reflexivity: New Frontiers in the Sociology of Knowledge editado por Sage. 1988
- The Cognitive Turn: Sociological and Psychological Perspectives on Science junto a S.Fuller y M. de Mey por la editorial Kluwer. 1989
- Representation in Scientific Practice junto a M. Lynch por el MIT en 1990
- Ciencia: abriendo la caja negra. Volumen 8 de Tecnología, Ciencia, Naturaleza y Sociedad (Monografías Científicas) Series. Tradujo Eduardo Aibar. Edición ilustrada de Anthropos Editorial, 170 pp. ISBN 8476583036 1991
- La vida en el laboratorio: la construcción de los hechos científicos. Laboratory life. Volumen 813 de Alianza Universidad. Con Bruno Latour. Tradujo Eulalia Pérez Sedeño. Editor Alianza, 326 pp. ISBN	8420628131, 1995
- The Machine at Work: Technology, Work and Society, junto a K. Grint por la editorial Polity Press. 1997
- Virtual Society? Technology, Cyberbole, Reality editado por la Oxford University Press. 349 pp. 2002 en línea
- ¿Sociedad virtual?: tecnología, "cibérbole", realidad. Colección Nuevas tecnologías y sociedad. Editorial UOC, 346 pp. ISBN 8497880366, 2005 en línea